# جان فیتزگیبون
جان فیتزگیبون (انگلیسی: John FitzGibbon, 2nd Earl of Clare; ۱۰ ژوئن ۱۷۹۲ – ۲۸ اوت ۱۸۵۱) اهل پادشاهی متحد بریتانیای کبیر و ایرلند بود.